# Gama (Aguilar de Campoo)
Gama ist ein spanischer Ort in der Provinz Palencia der Autonomen Gemeinschaft Kastilien und León. Der Ort gehört zu Aguilar de Campoo. Gama befindet sich acht Kilometer südöstlich vom Hauptort der Gemeinde und ist über die Straße PP-6201 zu erreichen. 

## Sehenswürdigkeiten
- Romanische Kirche Santa Andrés
- Castillo de Gama (Burg)